# إغيل ن أومكون
إغيل ن أومݣون هي قرية ريفية في إقليم تنغير ضمن جهة درعة تافيلالت بالمغرب. كان مجموع عدد سكان البلدية إغيل ن أومݣون 19.181 نسمة يعيشون في 2.509 أسرة.(تعداد السكان الرسمي 2004)

## دواوير الجماعة
- اوزيغمت
- امسكار
- اكوتي
- بوتغرار
- ازناك
- الحوط
- امجكاك
- امسكار نواقا
- توغزى
- أيت تومرت
- تيمطدا
- إغرم تقديم
- اسومار
- تيزكين
- اكرزكا
- تيغانيمين
- المدون
- أيت خليفة
- امزيلن
- الرباط
- أيت ايوب
- أيت موسى داود
- تركا زكاغن
- تيشكي
- إغرم ازدرن
- أيت عيسى
- تغرفت
- امسكار الفوقاني [بحاجة لمصدر]

## معرض الصور

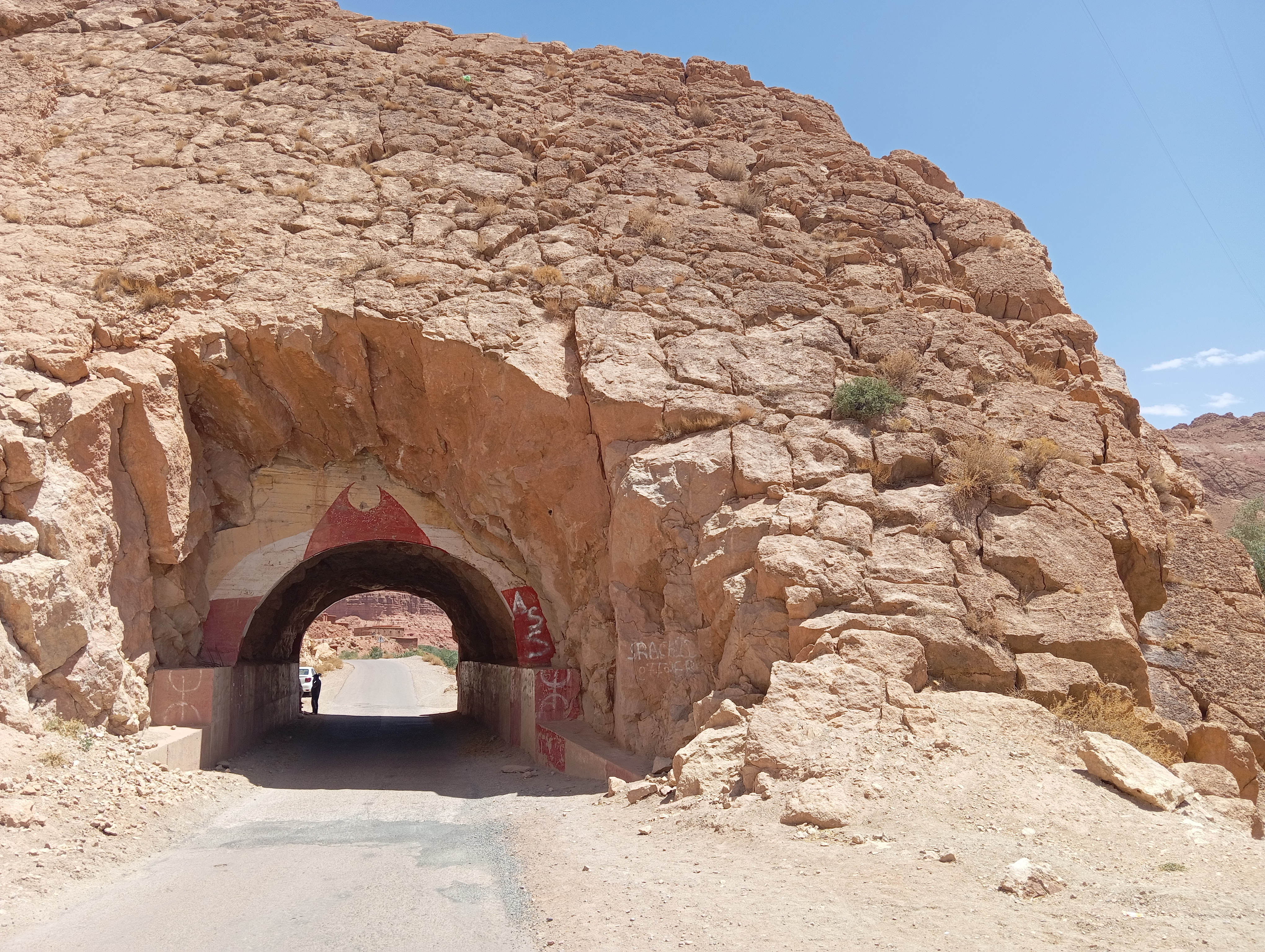
نفق إمي ن الغار بجماعة إغيل نومكون
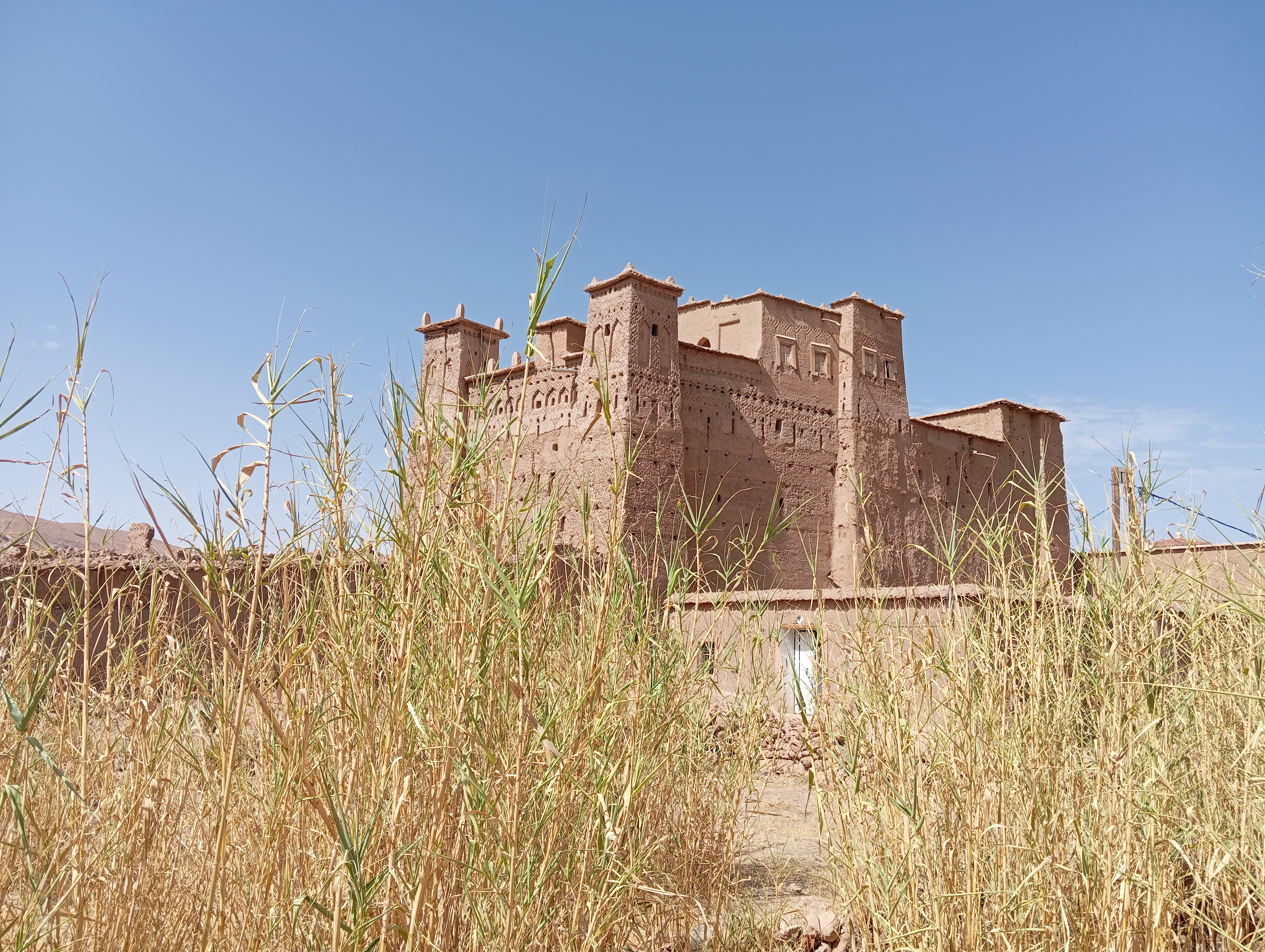
قصبة قديمة بإغيل نومكون
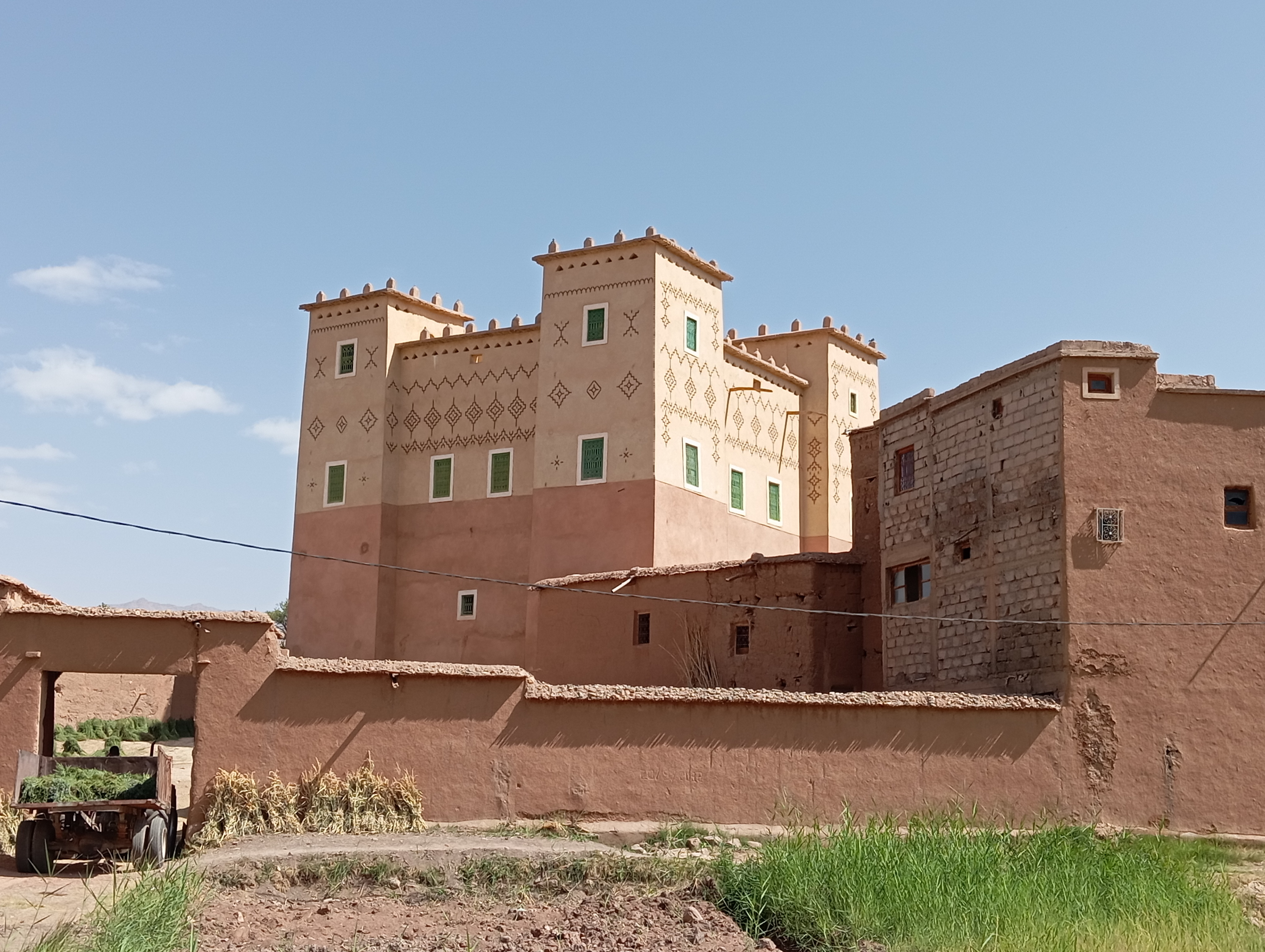
قصبة أمورغن بإغيل نومكون
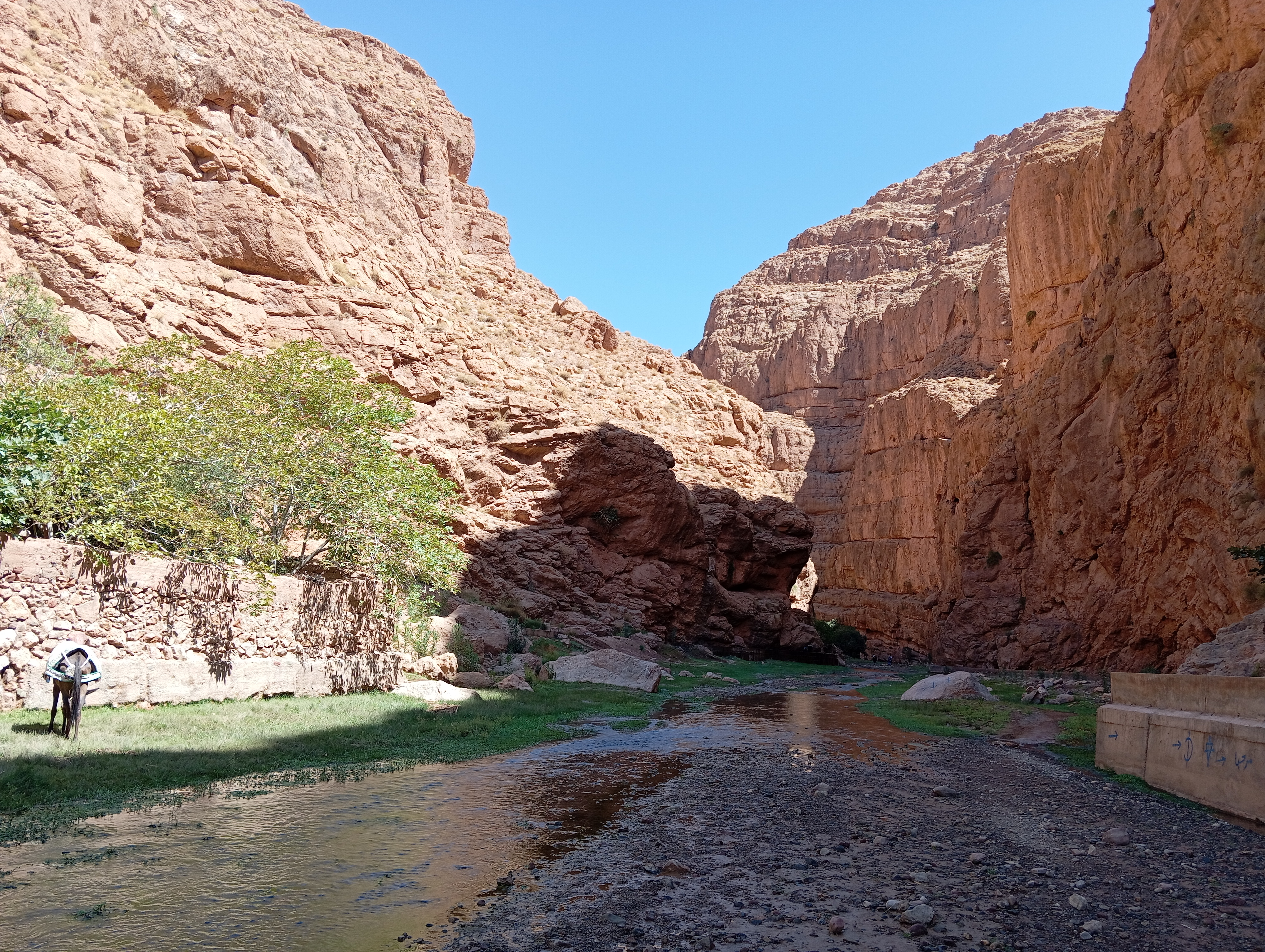
مضايق أكوتي بإغيل نومكون
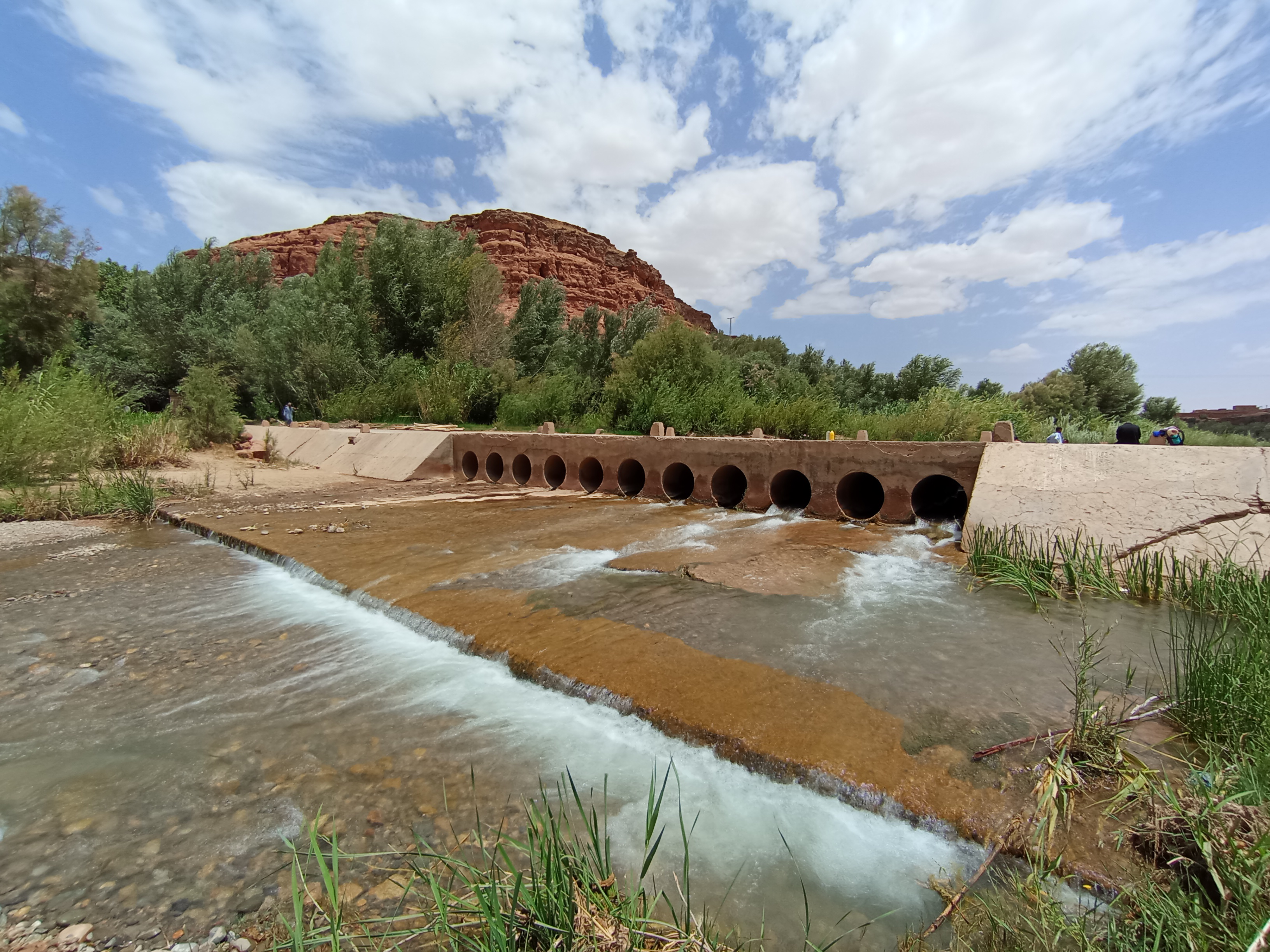
واد مكون من أهم الأودية بالمغرب
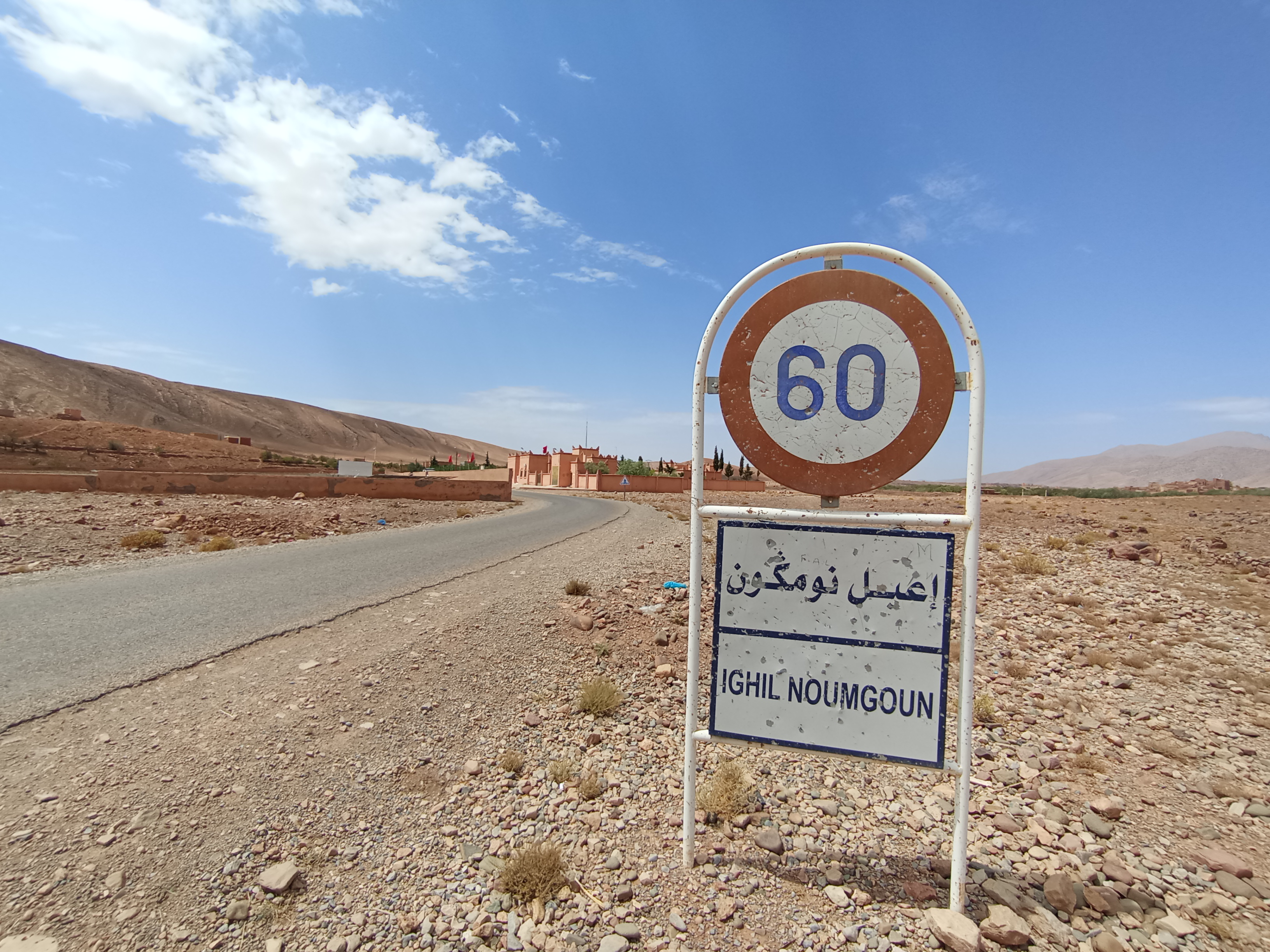
الطريق إلى إغيل نومكون
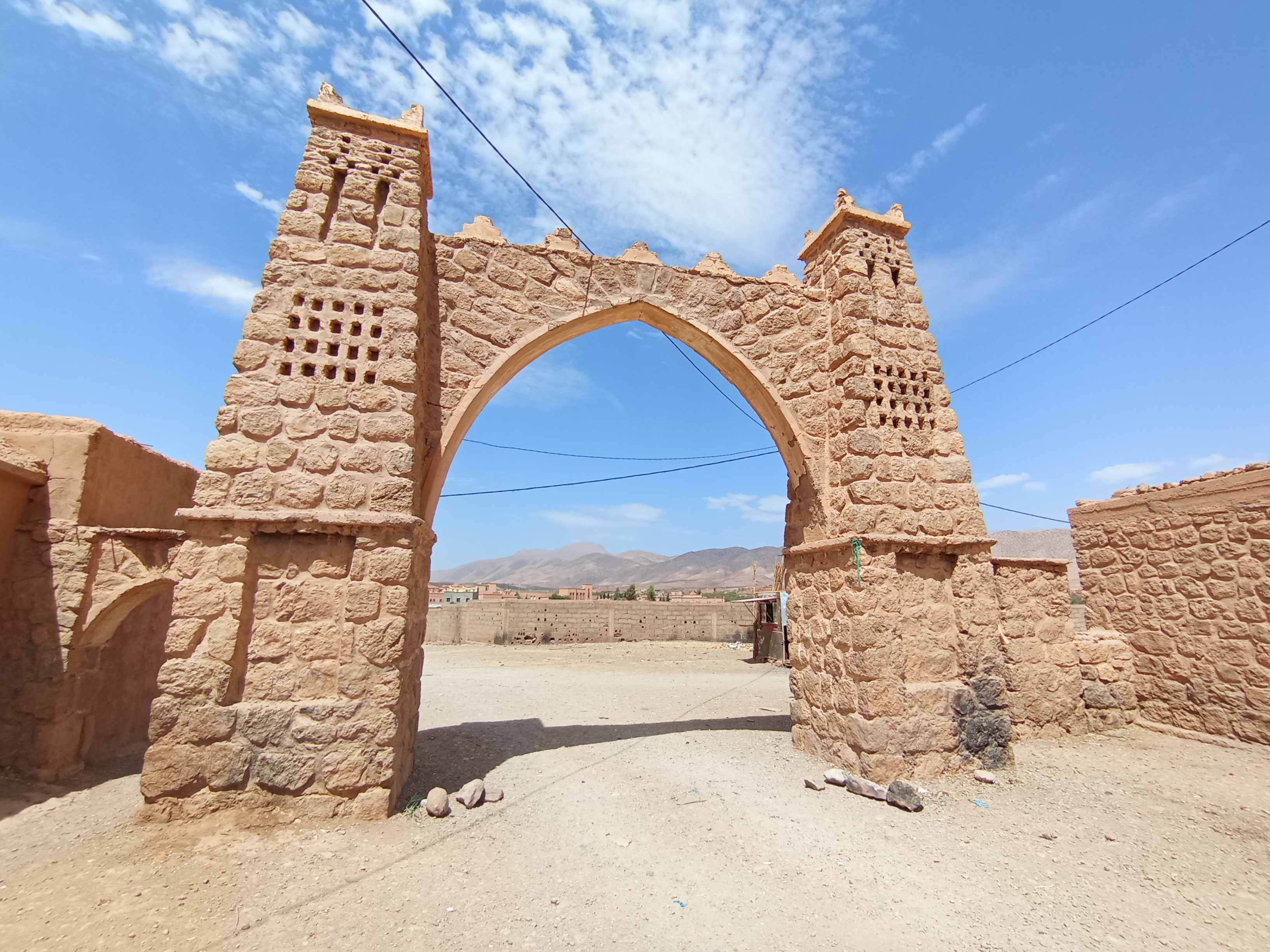
مدخل السوق الأسبوعي بإغيل نومكون